# Jay Larrañaga
James Joseph Larrañaga  (Charlotte, Carolina del Norte, 30 de enero de 1975) es un exjugador y entrenador de baloncesto estadounidense. Con 1,98 de estatura, jugaba en la posición de escolta. También poseía la nacionalidad irlandesa. Es el hijo del también entrenador Jim Larrañaga. Actualmente es entrenador asistente en Los Angeles Clippers.

## Carrera
[actualizar]

## Vida personal
Larrañaga y su mujer Sarah, se casaron en 2017 y él tiene dos hijos Tia y James de un matrimonio anterior.